# Макгарви, Шеймас
Шеймас Макгарви (англ. Seamus McGarvey; род. 29 июня 1967, Арма, Северная Ирландия) — ирландский кинооператор и кинорежиссёр.

## Карьера
Макгарви начал свою карьеру простым фотографом ещё до поступления в школу кинооператоров в лондонском университете Вестминстера. После окончания университета в 1988 году Макгарви занялся съёмками короткометражных и документальных фильмов, одним из которых стал фильм «Кожа» (англ. Skin), номинированный на кинематографическую награду Королевского общества телевидения (en), а также фильм Atlantic, срежиссированный Самантой Тейлор-Вуд и номинированный в 1998 году на Премию Тёрнера.
Также Макгарви снял (в качестве как режиссёра, так и оператора) более 100 видеоклипов для таких исполнителей как U2, The Rolling Stones, Пи Джей Харви, Робби Уильямс, сэр Пол Маккартни, Дасти Спрингфилд и Coldplay.
В феврале 2008 года Макгарви совместно с Сарой Гринвуд и Жаклин Дюрран получил награду Evening Standard British Film Awards за технические достижения при работе над фильмом «Искупление». Пресса подчёркивала «впечатляющую» визуальную составляющую фильма при довольно скромном бюджете.

## Фильмография
- 2021 — Сирано (реж. Джо Райт)
- 2018 — В объятиях лжи (реж. Нил Джордан)
- 2018 — Ничего хорошего в отеле «Эль Рояль» (реж. Дрю Годдард)
- 2017 — Величайший шоумен (реж. Майкл Грейси)
- 2017 — Живое (реж. Дэниел Эспиноса)
- 2016 — Расплата (реж. Гэвин О’Коннор)
- 2016 — Под покровом ночи (реж. Том Форд)
- 2015 — Пэн: Путешествие в Нетландию (реж. Джо Райт)
- 2015 — Пятьдесят оттенков серого (реж. Сэм Тейлор-Джонсон)
- 2014 — Годзилла (реж. Гарет Эдвардс)
- 2012 — Анна Каренина (реж. Джо Райт)
- 2012 — Мстители (реж. Джосс Уидон)
- 2011 — Что-то не так с Кевином (реж. Линн Рэмси)
- 2009 — Стать Джоном Ленноном (реж. Сэм Тейлор-Джонсон)
- 2009 — Солист (реж. Джо Райт)
- 2007 — Искупление (реж. Джо Райт)
- 2006 — Паутина Шарлотты (реж. Гари Виник)
- 2006 — Башни-близнецы (реж. Оливер Стоун)
- 2005 — Сахара (реж. Брек Айснер)
- 2004 — А вот и Полли (реж. Джон Гамбург)
- 2003 — Актёры (реж. Конор Макферсон)
- 2002 — Часы (реж. Стивен Долдри)
- 2001 — Энигма (реж. Майкл Эптед)
- 2001 — Эпилог (реж. Майк Николс)
- 2000 — Фанатик (реж. Стивен Фрирз)
- 1999 — Зона военных действий (реж. Тим Рот)
- 1997 — Зимний гость (реж. Алан Рикман)
- 1995 — Воздушный поцелуй (реж. Майкл Уинтерботтом)